# Troye Sivan
Troye Sivan Mellet dit Troye Sivan, né le 5 juin 1995 à Johannesburg en Afrique du Sud, est un auteur-compositeur-interprète, acteur et ancien youtubeur australo-sud-africain.
En tant qu'acteur, il est notamment connu pour avoir joué Wolverine enfant dans le film X-Men Origins: Wolverine et pour son rôle dans la série de films Spud. Au début de sa carrière, il est principalement connu pour sa chaîne YouTube qui détenait plus de 7.3 millions d'abonnés et plus de 249 millions de vues.
Depuis 2014, il est principalement présent dans l'industrie musicale dans laquelle il s'est fait connaitre avec la sortie de son EP intitulé TRXYE. L'EP s'est rapidement classé 5e au Billboard 200 et a été numéro 1 sur iTunes dans 66 pays. Après un second EP intitulé Wild, il sort son premier album, Blue Neighbourhood, en 2015 et dont le premier single, Youth, est son premier single à se classer dans le top 40 du Billboard Hot 100.
Son deuxième album Bloom, lui permet d'atteindre la quatrième place du Billboard 200 mais également la première place du Billboard Dance Club Songs avec le single My My My!.
En octobre 2014, il a été nommé l'un des 25 adolescents les plus influents de l'année 2014 par le magazine américain Time. En décembre 2020, il a été nommé en 34e position des 50 plus grands artistes australiens de tous les temps par le magazine Rolling Stone Australia.

## Biographie

### Enfance
Troye Sivan est né le 5 juin 1995 à Johannesburg en Afrique du Sud. Il quitte le pays pour l'Australie avec sa famille à l'âge de deux ans à la suite de la hausse de la criminalité dans le pays.
Il a ensuite passé son enfance à Perth avec ses parents, ses deux frères et sa sœur. Il a étudié à la Carmel School jusqu'en 2009 puis il a continué ses études en formation à distance.

### Ses débuts:Dare to Dream(2006-2008)
En 2006, Troye Sivan chante pour la première fois à la télévision pour le Téléthon de la chaîne Seven Network, en duo avec le chanteur Guy Sebastian, un gagnant d'Australian Idol. Il y retourne ensuite en 2007 et en 2008.
En 2008, il sort son premier EP Dare to Dream. L'EP comprend 5 chansons : There's A Hero, Angels Brought Me Here, une reprise de Over the Rainbow, Unsung Hero et The Prayer. Par la suite, il a beaucoup chanté notamment pour des événements de charités ou des ouvertures.

### Révélation sur YouTube etTRXYE(2012-2014)

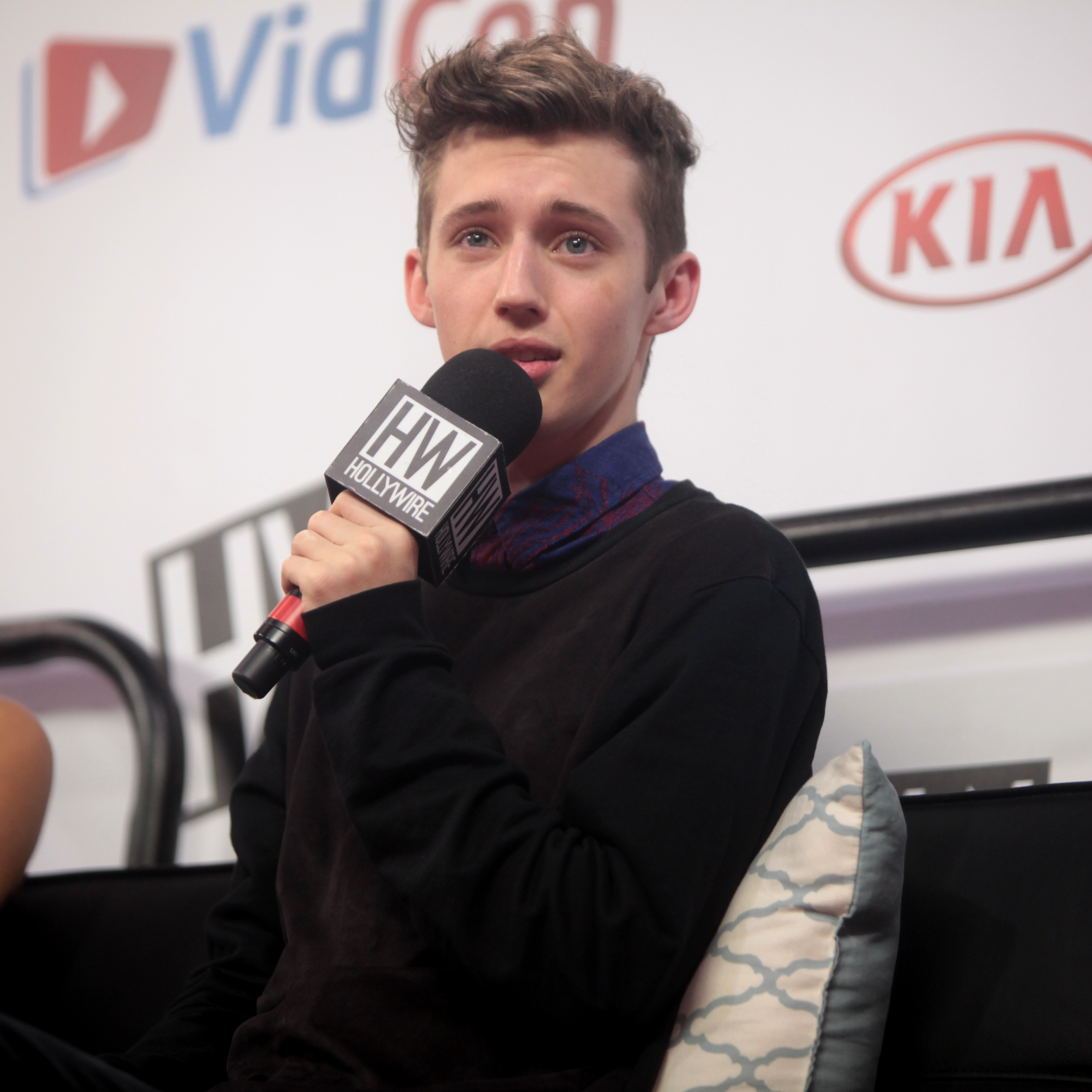
Troye Sivan à la VidCon au Anaheim Convention Center en juin 2014.

En septembre 2012, Troye Sivan commence à transformer sa chaîne YouTube, sur laquelle il postait seulement des vidéos de ses prestations en tant que chanteur, en blog vidéo.
Lors de son premier Vlog, il avait déjà 27 000 abonnés grâce à ses cinq premières années sur le site de partage vidéos. En avril 2016, sa chaîne atteint les 4 millions d'abonnés et obtient plus de 243 millions de vues. Sa chaîne devient aussi la 3e chaîne avec le plus d'abonnés en Australie. Lorsqu'il arrête sa carrière sur YouTube, sa chaîne avait atteint les 6 millions d'abonnées.
En 2014, sa vidéo The Boyfriend Tag avec le podcasteur et Youtubeur américain, Tyler Oakley remporte le prix de la collaboration préférée du public aux Teen Choice Awards 2014 dans la catégorie Web.
En musique, Troye Sivan sort le 5 mai 2013, The Fault in Our Stars, une chanson inspirée du roman Nos étoiles contraires de John Green. Pour l'occasion, il sort un clip tourné à l'hôpital pour enfants Princess Margaret à Perth en Australie. Les ventes de la chanson sont reversées à l'hôpital, plus de 14 000 $ avaient été obtenus le 11 octobre 2013. Le 11 juin 2013, il signe un contrat avec la maison de disque EMI Music Australia.
Le 15 août 2014, il sort son premier EP édité par un major, TRXYE. L'EP contient 5 chansons dont son premier single Happy Little Pill, sorti le 25 juin 2014. Peu après sa sortie, TRXYE a été numéro 1 sur iTunes dans 66 pays dont la France et aussi 5e du classement Billboard 200 et devient donc son premier album Top 10. Le single Happy Little Pill permet quant à lui à Troye de décrocher son premier disque d'or en Australie grâce aux 35 000 copies vendues.

### Confirmation musicale:Blue Neighbourhoodet première tournée (2015-2017)

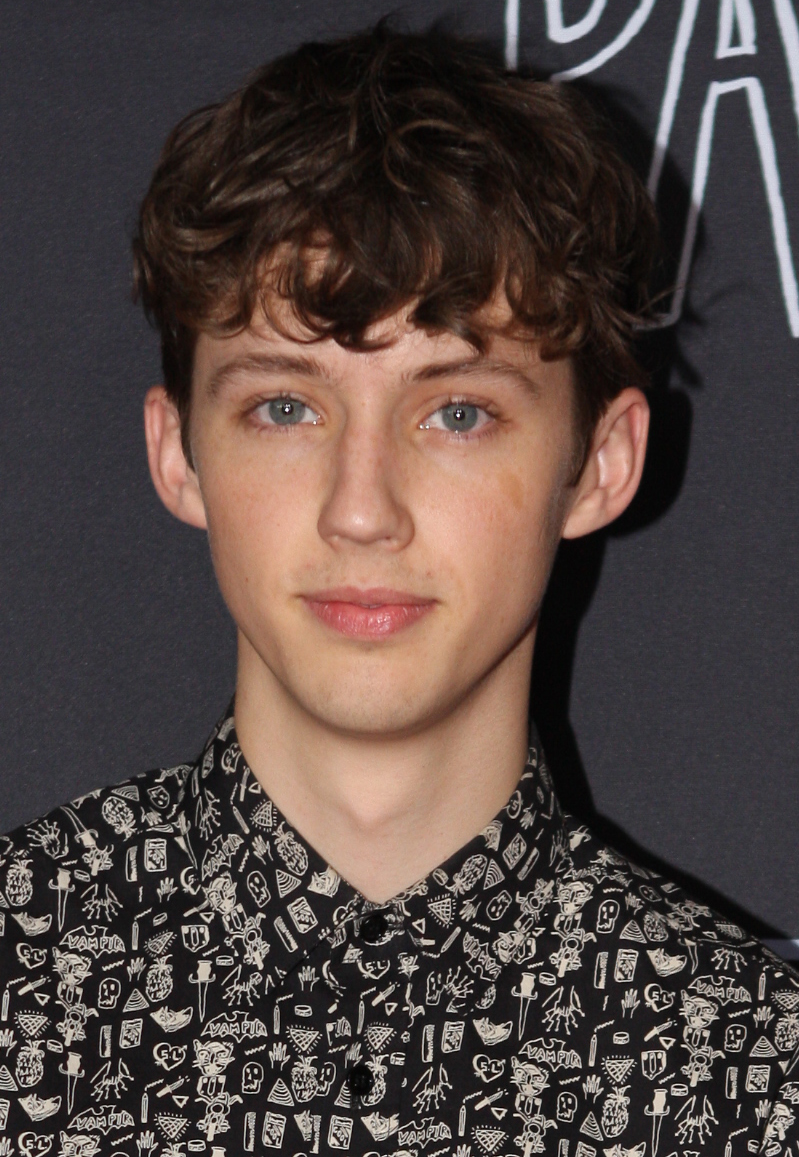
Troye Sivan à l'avant première de La Face cachée de Margo en juillet 2015.

Le 25 juillet 2015, Troye Sivan annonce la sortie de son deuxième EP édité par un major, intitulé Wild,. Sorti le 4 septembre 2015, cet EP a été édité sous forme physique et numérique et est accompagné d'une trilogie de clips vidéos, intitulée Blue Neighbourhood, pour illustrer les chansons et qui serviront d'introduction au futur premier album de Troye.
Le 15 octobre 2015, il entame sa première tournée mondiale, intitulée Troye Sivan Live, et qui ne passe par la France. Le même jour, il annonce la sortie de son premier album, Blue Neighbourhood, pour le 4 décembre 2015. Le premier single de l'album, Youth, est son premier single à se classer dans le top 40 du Billboard Hot 100.
L'album reçoit des critiques majoritairement positives et lui permet d'être nommé aux GLAAD Media Awards 2016 dans la catégorie Meilleur artiste musical, prix qu'il remporte. Pour promouvoir l'album, il repart une seconde fois en tournée mondiale, cette fois-ci intitulée The Blue Neighbourhood Tour. Il termine ensuite par une tournée nord-américaine intitulée Suburbia Tour.
En 2017, Troye Sivan enregistre et produit la chanson There For You avec le DJ Martin Garrix, qui devient disque d'or aux États-Unis avec plus d'un demi-million d'exemplaires vendus.

### Bloom(2018-2019)

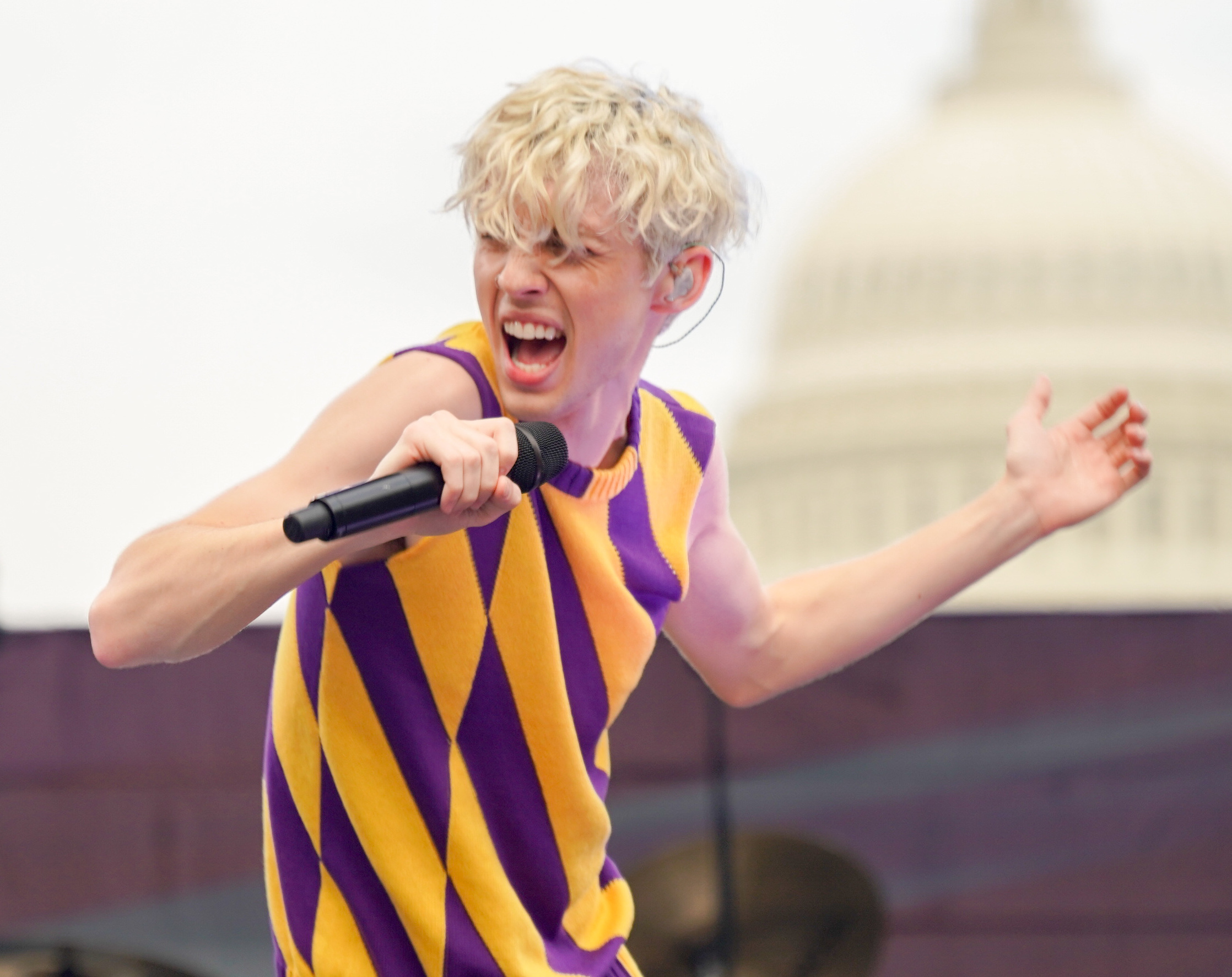
Troye Sivan à la Capital Pride de Washington en juin 2018.

En janvier 2018, Troye Sivan sort le single My My My! et annonce la sortie de son second album dans le courant de l'année. La chanson marque un tournant dans la carrière musicale du chanteur, avec une attitude et une image plus assuré et des paroles plus osées. La chanson est un succès critique, notamment dû au fait que Troye Sivan aborde ouvertement le désir homosexuel, sujet encore discret dans l'industrie.
Toujours en janvier, il est pour la première fois de sa carrière, l'invité musical de l'émission à sketchs Saturday Night Live, où il est introduit par l'actrice Jessica Chastain. Après la sortie du second single de l'album, Troye Sivan dévoile le troisième intitulé Bloom, chanson qui prêtera son titre à l'album puis en mai 2018, il est l'invité du Reputation Stadium Tour de Taylor Swift lors du concert de Pasadena, où il dévoile la sortie de l'album pour la fin de l'été.
En juin 2018, il dévoile le quatrième single Dance to This, un duo avec la chanteuse-actrice Ariana Grande. Son second album, Bloom, sort officiellement le 31 août 2018. L'album est décrit par le chanteur comme plus sombre et sexuel que son premier opus. Comme Blue Neighbourhood, il reçoit des critiques majoritairement positives et rencontre un certain succès dans le pays d'origine de Troye Sivan, l'Australie. Lors de sa semaine de sortie, il se place à la quatrième place du Billboard 200.

### In a Dream(2020)
Le 1er avril 2020, Sivan sort le single Take Yourself Home, premier single de son cinquième EP intitulé In a Dream. Il travaille avec des artistes freelance, rencontrés sur Instagram pendant la pandémie de COVID-19, pour créer l'identité visuelle de son single et concevoir des t-shirts dont tous les bénéfices nets sont reversés aux Fonds de réponse solidaire COVID-19 de l'OMS et au COVID-19 Music Relief Project de Spotify. Le 15 juillet, il sort le clip vidéo de son single Easy, qu'il réalise lui-même. Il annonce la sortie de l'EP concept In a Dream, sorti le 21 août 2020. Un remix de Easy, mettant en scène l'auteure-compositrice-interprète country Kacey Musgraves et le producteur Mark Ronson, sort avec un deuxième clip vidéo en décembre 2020.
Le 23 juin 2021, il annonce un concert-live des titres de son EP In a Dream, diffusé en direct avec GrubHub le 25 juin, dans lequel se produit également Kim Petras,. Le concert est organisé en partenariat avec la Chambre de commerce nationale LGBT, une organisation qui soutient les restaurants appartenant à des personnalités LGBTQ+ touchés par la pandémie de COVID-19. Une session de questions-réponses mise en place en parallèle du concert permet à GrubHub de faire un don de 10 $ à la Chambre de commerce nationale LGBT pour chaque commentaire publié dans le chat. Le 9 juillet 2021, il sort finalement la version longue de son single Could Cry Just Thinkin About You, précédemment réalisé sous la forme d'un interlude de 51 secondes à la sortie de l'EP In a Dream. Le clip vidéo du single, réalisé par Troye Sivan et Jesse Gohier-Fleet, est nommé aux 2021 ARIA Music Awards (en) pour l'award du meilleur clip vidéo.

### 2021-présent
Le 1er avril 2021, Sivan publie sur Tiktok une vidéo de lui-même chantant et dansant en duo avec Tate McRae sur le single You. Le DJ Regard met ensuite en ligne un teaser de 30 secondes de la chanson sur YouTube. Le 9 avril, Sivan publie des photos de lui-même avec des légendes des paroles de la chanson sur son Instagram. Le single sort le 16 avril 2021 tandis que le clip vidéo parait le 21 mai.
Le single You atteint la première place du Billboard's multi-metric Hot Dance/Electronic Songs (en) chart le 26 juin. Sivan, McRae et Regard sont nommés aux 2022 iHeartRadio Music Awards pour le prix de la chanson Dance de l'année avec le single You. Le 30 juin, une démo des chanteurs Zayn Malik et Ellie Goulding fuite sur internet,.
Le 27 août, il annonce sur les réseaux sociaux la sortie du single Angel Baby pour le 10 septembre, annoncé comme étant un pont vers un nouveau projet musical et futur troisième album après Blue Neighbourhood et Bloom. Sivan publie pour l'occasion un visualiser pour accompagner le single, réalisé par Lucas Chemotti. Le clip vidéo définitif, réalisé par Luke Gilford, sort quant à lui le 13 octobre.
Il sort le 14 juillet 2023 son nouveau single, Rush, accompagné d'un clip dirigé par Gordon von Steiner.
En mars 2025, Dua Lipa annonce un album avec Troye Sivan.

### Cinéma et Télévision
En 2007, il commence sa carrière d'acteur en jouant Oliver Twist dans une adaptation de Oliver! au Regal Theatre à Perth en Australie puis en février 2008 il est sélectionné pour interpréter Wolverine enfant dans le film de la saga X-Men, X-Men Origins: Wolverine, après que des vidéos de sa performance au Téléthon australien postées sur sa chaîne YouTube a retenu l'attention d'un agent hollywoodien.
En 2010, Troye Sivan interprète le personnage principal du film sud-africain, Spud. Le film est adapté du roman du même nom de l'auteur John van de Ruit. Il reprendra le rôle en 2013 et 2014 dans les deux suites, Spud 2: The Madness Continues et Spud 3: Learning to Fly.
En novembre 2018, Troye Sivan fait son retour au cinéma dans le film Boy Erased de Joel Edgerton. Basé sur une histoire vraie, le film raconte le parcours de Jared Eamons, un jeune homosexuel envoyé en thérapie de conversion par sa famille. Dans le film, il joue aux côtés des acteurs oscarisés Nicole Kidman et Russell Crowe mais également avec Lucas Hedges et Xavier Dolan. Le même mois, il fait une apparition dans le clip de la chanson Thank U, Next d'Ariana Grande.
Le 21 novembre 2021, il décroche un rôle régulier dans la nouvelle série The Idol, créée par Abel Tesfaye (The Weeknd), Sam Levinson et Reza Fahim pour HBO, avec notamment Abel Tesfaye lui-même et Lily-Rose Depp. La série, qui devrait se dérouler à Los Angeles dans les coulisses du milieu de la musique, sera centrée sur la relation entre une pop star montante et le patron d'un club, aussi leader d'un culte secret. La première saison de la série devrait comprendre six épisodes. Le tournage de The Idol devrait s'étendre de novembre 2021 à mars 2022.
En 2022, il décroche son premier rôle principal au Cinéma dans le film Three Months de Jared Frieder. Le film raconte comment Caleb, qui apprend qu'il a été exposé au VIH à la veille de sa remise de diplôme, attend trois mois pour connaître ses résultats.

## Vie privée
Troye Sivan est de confession juive. Le 7 août 2010, il annonce son homosexualité à ses parents. Trois ans plus tard jour pour jour, il a posté une vidéo sur sa chaîne YouTube, dans laquelle il fait son coming out à son public. Il est atteint depuis sa naissance d'une forme légère du syndrome de Marfan.
De 2016 à 2020, il est en couple avec le mannequin américain Jacob Bixenman. Il officialise leur rupture en juillet 2020 avec la sortie de son single Could Cry Just Thinkin About You. Il vit depuis 2021 entre Los Angeles et Melbourne.
Troye Sivan est souvent présenté comme un exemple de twink ainsi qu'une icône gay,.

## Filmographie

### Cinéma
- 2009 : X-Men Origins: Wolverine de Gavin Hood : Logan / Wolverine enfant
- 2010 : Betrand The Terrible de Karen Farmer : Ace (court métrage)
- 2010 : Spud de Donovan Marsh : John « Spud » Milton
- 2013 : Spud 2: The Madness Continues de Donovan Marsh : John « Spud » Milton
- 2014 : Spud 3: Learning to Fly de John Barker : John « Spud » Milton
- 2018 : Boy Erased de Joel Edgerton : Gary
- 2022 : Three Months de Jared Frieder : Caleb Kahn

### Séries télévisées
- 2023 : The Idol

### Clip vidéo
- 2018 : Thank U, Next de Ariana Grande : dans le rôle d'un lycéen de North Shore High School (Lolita malgré moi)

## Théâtre
- 2007 : Oliver! au Regal Theatre : Oliver Twist
- 2010 : Waiting for Godot au His Majesty's Theatre : Boy

## Discographie

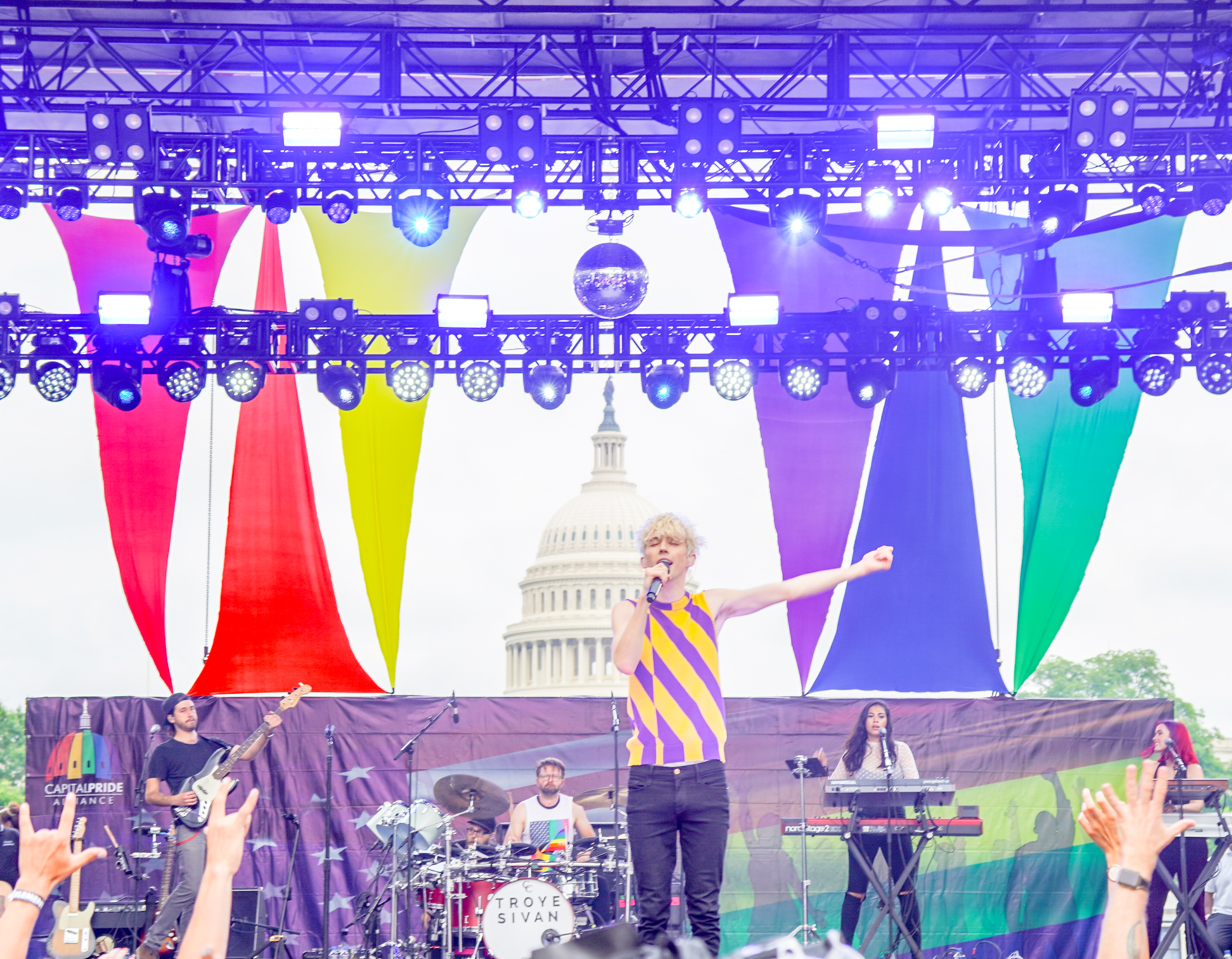
Troye Sivan à la Capital Pride de Washington en juin 2018.

### Albums
- 2015 : Blue Neighbourhood
- 2018 : Bloom
- 2023 : Something to Give Each Other

### EPs
- 2007 : Dare to Dream
- 2012 : June Haverly
- 2014 : TRXYE
- 2015 : Wild
- 2020 : In a Dream

### Singles
| Année | Titre                                             | Album                        | Notes                             |
| ----- | ------------------------------------------------- | ---------------------------- | --------------------------------- |
| 2013  | The Fault in Our Stars                            | NC                           | Version 2013                      |
| 2014  | Happy Little Pill                                 | TRXYE                        |                                   |
| 2015  | Wild                                              | Wild                         | Également dans Blue Neighbourhood |
| 2015  | Fools                                             | Wild                         | Également dans Blue Neighbourhood |
| 2015  | Talk Me Down                                      | Wild                         | Également dans Blue Neighbourhood |
| 2015  | Wild (feat. Alessia Cara)                         | NC                           |                                   |
| 2016  | Youth                                             | Blue Neighbourhood           |                                   |
| 2016  | Heaven (feat. Betty Who)                          | Blue Neighbourhood           |                                   |
| 2018  | My My My!                                         | Bloom                        |                                   |
| 2018  | The Good Side                                     | Bloom                        |                                   |
| 2018  | Bloom                                             | Bloom                        |                                   |
| 2018  | Dance to This (feat. Ariana Grande)               | Bloom                        |                                   |
| 2018  | Animal                                            | Bloom                        |                                   |
| 2019  | Lucky Strike                                      | Bloom                        |                                   |
| 2020  | Take Yourself Home                                | In a Dream                   |                                   |
| 2020  | Easy                                              | In a Dream                   |                                   |
| 2020  | Rager Teenager!                                   | In a Dream                   |                                   |
| 2020  | Could Cry Just Thinkin About You                  | In a Dream                   |                                   |
| 2020  | Stud                                              | In a Dream                   |                                   |
| 2020  | In a Dream                                        | In a Dream                   |                                   |
| 2020  | 10/10                                             | In a Dream                   |                                   |
| 2020  | Easy (feat. Kacey Musgraves et Mark Ronson)       | NC                           |                                   |
| 2021  | You (feat. Regard et Tate McRae)                  | NC                           |                                   |
| 2021  | Could Cry Just Thinkin About You (version longue) | NC                           |                                   |
| 2021  | Angel Baby                                        | NC                           |                                   |
| 2022  | Trouble (feat. Jay Som)                           | NC                           | BO issue du film Three Months     |
| 2022  | Wait (feat. Gordi)                                | NC                           | BO issue du film Three Months     |
| 2023  | Rush                                              | Something to Give Each Other |                                   |

### Collaborations
| Année | Chanson                                             | Artiste                             | Album                                                  |
| ----- | --------------------------------------------------- | ----------------------------------- | ------------------------------------------------------ |
| 2015  | Papercut (feat. Troye Sivan)                        | Zedd                                | True Colors                                            |
| 2016  | Hands                                               | Collectif d'artistes                |                                                        |
| 2017  | There For You                                       | Martin Garrix et Troye Sivan        |                                                        |
| 2018  | 1999 (feat. Troye Sivan)                            | Charli XCX et Troye Sivan           | Charli                                                 |
| 2018  | Dance to This (feat. Ariana Grande)                 | Troye Sivan et Ariana Grande        | Bloom                                                  |
| 2019  | I'm So Tired... (en) (feat. Troye Sivan)            | Lauv                                |                                                        |
| 2021  | You (feat. Troye Sivan, Tate McRae)                 | Regard                              |                                                        |
| 2023  | In My Room (feat. Guitarricadelafuente)             | Troye Sivan et Guitarricadelafuente | Something To Give Each Other                           |
| 2024  | Talk talk featuring troye sivan (feat. Troye Sivan) | Charli XCX et Troye Sivan           | Brat and it’s completely different but also still brat |
| 2025  | Physical                                            | Dua Lipa / Troye Sivan              | For five years of ' Future Nostalgia'                  |

### Autres participations
- 2010 : Just One of the Boys (pour Spud)
- 2010 : Just One Minute (pour Spud)
- 2010 : Dear Lord & Father of Mankind (pour Spud)
- 2010 : Giving It All (pour Spud)
- 2018 : Strawberries & Cigarettes (pour Love, Simon)
- 2018 : Revelation avec Jónsi (pour Boy Erased)
- 2022 : Trouble avec Jay Som (pour Three Months)
- 2022 : Wait avec Gordi (pour Three Months)

### Auteur
Note : Cette liste contient uniquement les chansons écrites par Troye Sivan pour d'autres artistes.
- 2016 : Careless Game d'Alfie Arcuri
- 2017 : Vintage d'Allie X
- 2018 : The Other Side de Betty Who (pour Sierra Burgess Is a Loser)
- 2018 : Kid Wonder d'Allie X (pour Sierra Burgess Is a Loser)
- 2018 : Sunflower de Shannon Purser (pour Sierra Burgess Is a Loser)
- 2019 : Another Lover de Leland
- 2020 : Louder Than Bombs de BTS

## Tournées
| Année     | Tournée                 | Note                    |
| --------- | ----------------------- | ----------------------- |
| 2015      | Troye Sivan Live        | Tournée mondiale        |
| 2016      | Blue Neighbourhood Tour | Tournée mondiale        |
| 2016      | Suburbia Tour           | Tournée nord américaine |
| 2018-2019 | Bloom Tour              | Tournée mondiale        |

## Distinctions

### Récompenses
- Teen Choice Awards 2014 : Meilleure collaboration web pour la vidéo The Boyfriend Tag avec Tyler Oakley
- NewNowNext Awards 2014 : Meilleur influenceur sur les médias sociaux
- YouTube Music Awards 2015 : Artiste de l'année
- Kids' Choice Awards 2015 : Sensation internet préférée
- MTV Europe Music Awards 2015 : Artiste On The Rise
- GLAAD Media Awards 2016 : Meilleur artiste musical
- ARIA Music Awards 2016 : 
  - Meilleur clip vidéo pour Youth
  - Chanson de l'année pour Youth
- MTV Europe Music Awards 2016 :
  - Meilleur artiste australien
  - Meilleur artiste international
- APRA Awards 2017 : Révélation auteur-compositeur de l'année
- GLAAD Media Awards 2017 : Prix Stephen F. Kolzak
- Project U's You've Done Quite Well Awards 2017 :
  - Meilleur clip vidéo pour Heaven
  - Chanson internationale de l'année pour There For You avec Martin Garrix

### Nominations
- South African Film and Television Awards 2011 : Meilleur acteur dans un film pour Spud
- Teen Choice Awards 2014 : Star masculine du web
- APRA Awards 2015 : Révélation auteur-compositeur de l'année
- iHeartRadio Music Awards 2016 : Triple Threat
- Teen Choice Awards 2016 :
  - Révélation musicale
  - Chanson par un artiste masculin pour Youth
- ARIA Music Awards 2016 :
  - Album de l'année pour Blue Neighbourhood
  - Artiste masculin de l'année
  - Meilleur sortie pop pour Blue Neighbourhood
  - Artisan de l'année
  - Producteur de l'année
- APRA Awards 2017 : Sortie pop de l'année pour Youth
- British LGBT Awards 2017 : Meilleur artiste musical
- MPS Online Awards 2017 : Nouvel artiste préféré
- Australian LGBTI Awards 2018 : Artiste musical de l'année
- British LGBT Awards 2018 : Meilleur artiste musical
- Hollywood Music in Media Awards 2018 : Meilleure chanson originale dans un film pour Revelation avec Jónsi (pour Boy Erased)
- ARIA Music Awards 2018 :
  - Album de l'année pour Bloom
  - Meilleur artiste masculin
  - Meilleur sortie pop pour Bloom
  - Chanson de l'année pour My My My!
- Golden Globes Awards 2019 :
  - Meilleure chanson originale pour Revelation avec Jónsi (pour le film Boy Erased)
- GLAAD Media Awards 2019 :
  - Outstanding Music Artist pour Bloom
- ARIA Music Awards 2020 :
  - Meilleur artiste masculin
  - Meilleure sortie pop pour In a Dream
  - Meilleur clip vidéo pour Easy
- ARIA Music Awards 2021 :
  - Meilleur clip vidéo pour Could Cry Just Thinkin' About You
- iHeartRadio Music Awards 2022 :
  - Chanson Dance de l'année pour You avec Regard et Tate McRae
- Billboard Music Awards 2022 :
  - Chanson Top Dance/Electro pour You avec Regard et Tate McRae